# Perdas Longas
Le Perdas Longas ("pietre lunghe") sono due menhir situati in territorio di Guspini, all'interno di un terreno agricolo nei pressi della zona industriale.

I menhir sono riconducibili alla cultura di Ozieri (3200-2800 a.C.) e rappresentano la Dea Madre e il Dio Toro, simboli caratteristici di altri monumenti preistorici sardi come le domus de janas e le tombe dei giganti dove venivano raffigurati specialmente sotto forma di protome taurina. 
Nel tempo hanno mantenuto la loro posizione originaria e la loro funzione di monumenti votivi.

## Descrizione
Il menhir più alto (2 metri e 60 centimetri) è chiamato in sardo Sa Sennoredda ("la signorina") e rappresenta la Dea Madre. Rispetto all'altro risulta tozzo ma ha curve più dolci e arrotondate compresa la sua sommità. La pietra, ricavata da una masso di granito rosa, è caratterizzata da alcune coppelle scolpite in più facce.
Il secondo menhir, dell'altezza di 1 metro e 80, rappresenta il Dio Toro;  ha forma più slanciata del primo e con l'estremità superiore più appuntita. Anch'esso in pietra di granito rosa, risulta in posizione piuttosto inclinata.

## Leggende
Legata a questi due monumenti esiste una leggenda secondo cui Sa Sennoredda e il suo compagno sarebbero due amanti sorpresi nel tentativo di fuggire per realizzare il loro sogno d'amore proibito.

## Galleria d'immagini

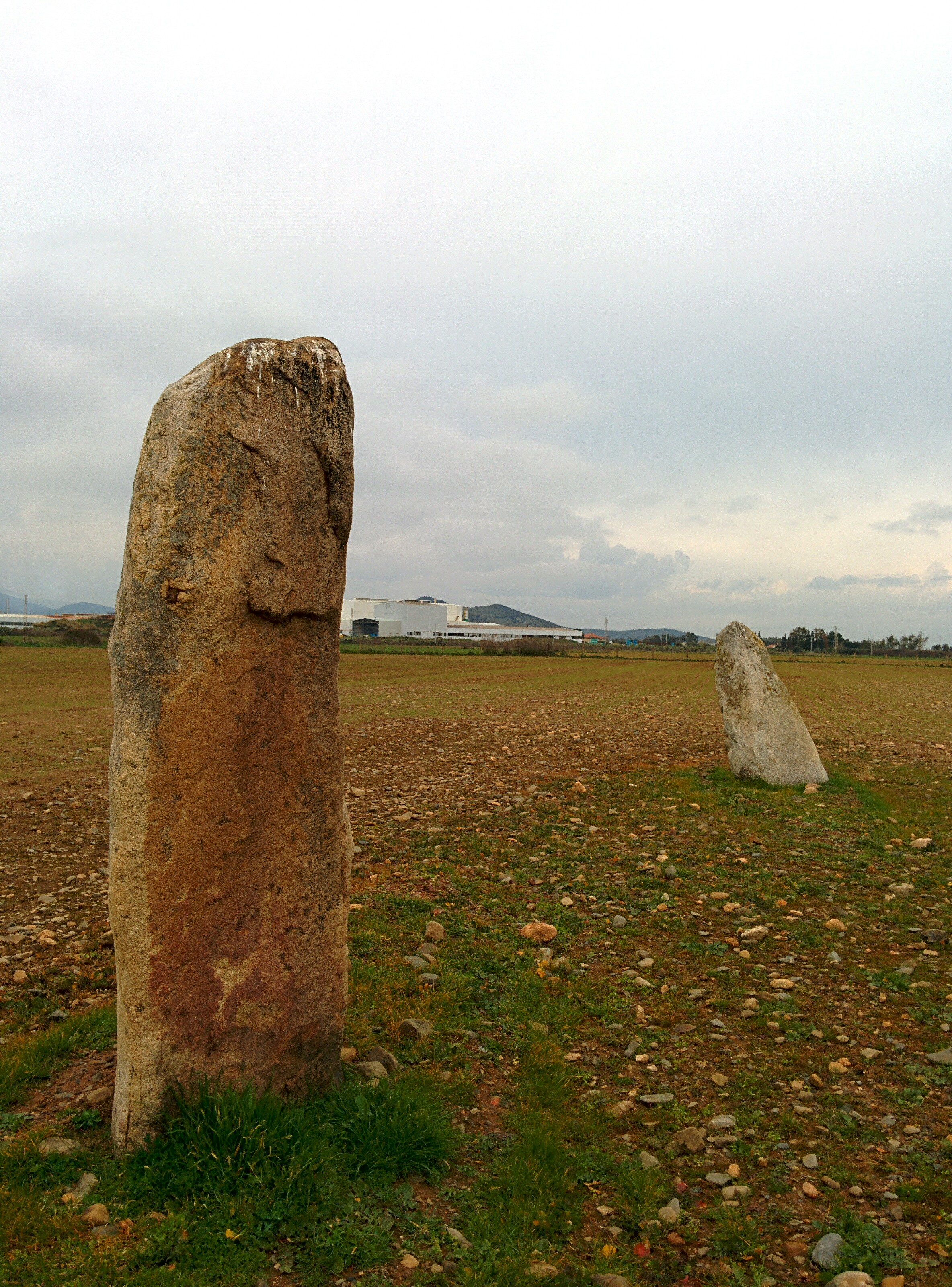
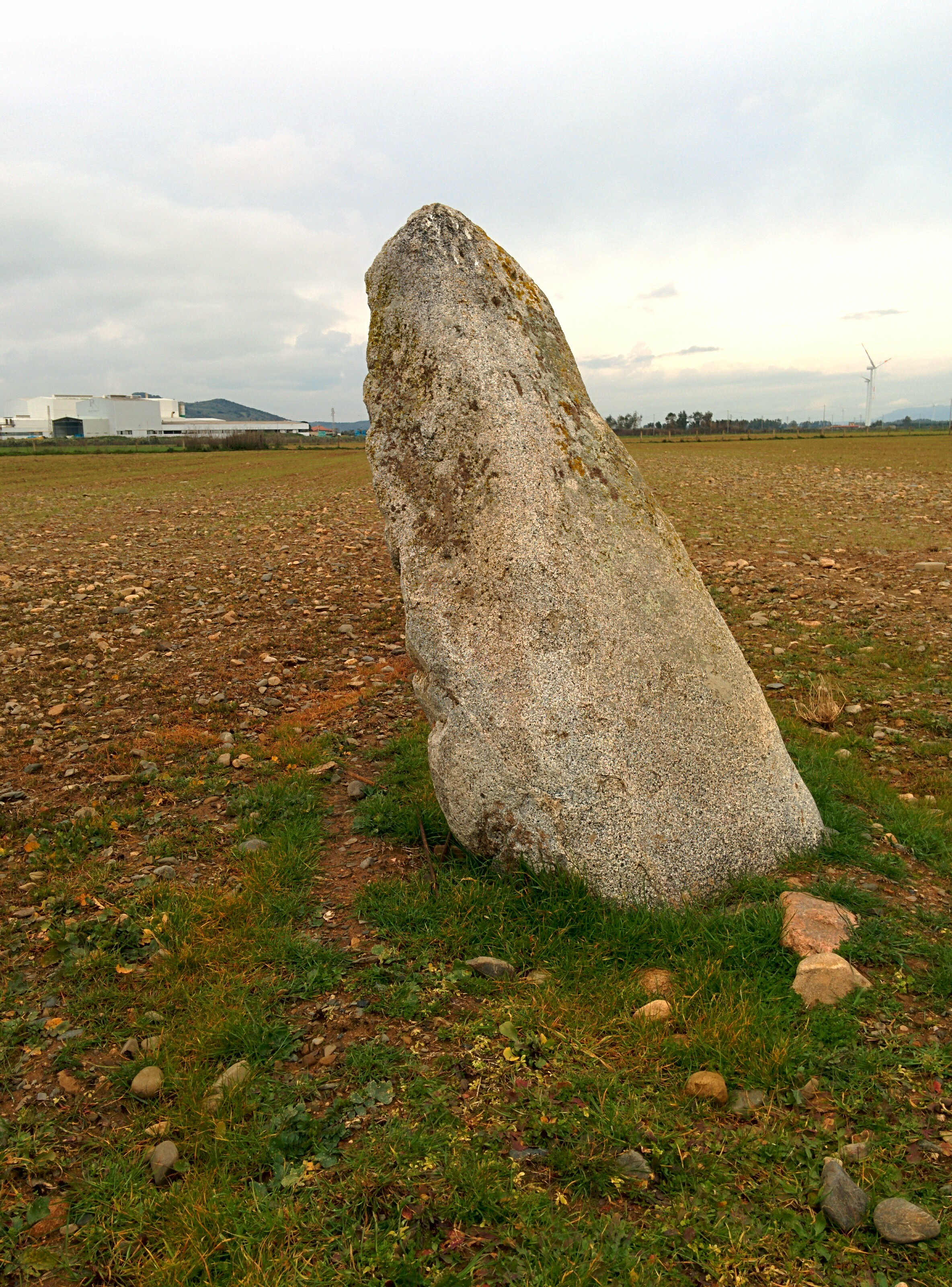